# حركة عالمية من أجل الديمقراطية
الحركة العالمية من أجل الديمقراطية هي شبكة دولية من الأفراد والمنظمات الذين يشتركون في هدف مشترك يتمثل في تعزيز الديمقراطية. وانطلقت الحركة العالمية من أجل الديمقراطية في فبراير عام 1999 عندما دعت منظمة الصندوق الوطني من أجل الديمقراطية (NED) واثنتان من المنظمات غير الحكومية في الهند لاجتماع مجموعة متنوعة من النشطاء والممارسين والمتخصصين في مجال الديمقراطية من أكثر من 80 بلدًا في نيودلهي  لمناقشة سبل تعزيز الديمقراطية. واعتمد المشاركون البيان التأسيسي  لإطلاق الحركة العالمية من أجل «تعزيز الديمقراطية في مواطن ضعفها، وإصلاح وتفعيل الديمقراطية حتى وإن كانت موجودة منذ حين، والعمل على تقوية الجماعات المؤيدة للديمقراطية في البلدان التي لم تدخل بعد في عملية التحول الديمقراطي.» وتهدف الحركة إلى توحيد المجتمع العالمي لدعاة الديمقراطية وممارسيها؛ إلى جانب تسهيل تبادل المعلومات والمعارف والخبرات، وبناء التضامن عبر الحدود. وتُدار الحركة العالمية من أجل الديمقراطية من قِبل لجنة توجيهية دولية، وتعمل منظمة الصندوق الوطني من أجل الديمقراطية حاليًا كأمانتها العامة.
وباعتبارها "شبكة تضم مجموعة من الشبكات"، فإن الحركة العالمية أدت إلى إنشاء شبكات إقليمية، بما في ذلك المنتدى الإفريقي للديمقراطية (ADF) وشبكة أمريكا اللاتينية ومنطقة البحر الكاريبي من أجل الديمقراطية (LAC Network) والمنتدى العالمي لإرساء الديمقراطية في آسيا (WFDA) فضلاً عن الشبكات العالمية الوظيفية، بما في ذلك الشبكة العالمية للحوكمة المحلية (GNLG) والشبكة النسائية الدولية من أجل الديمقراطية (IWDN) وشبكة معاهد بحوث الديمقراطية (NDRI) وحركة الشباب العالمية من أجل الديمقراطية (WYMD).
وقد عقدت هذه الحركة العالمية خمس جمعيات عالمية  منذ تأسيسها في نيودلهي عام 1999: ساو باولو، البرازيل (2000)؛ وديربان، جنوب إفريقيا (2004)؛ وإسطنبول، تركيا (2006)؛ وكييف، أوكرانيا (2008)؛ وجاكرتا، إندونيسيا (2010). كما أنها أطلقت مشروعين كبيرين  كنتيجة لمناقشات الجمعية: تم إطلاق مشروع الدفاع عن المجتمع المدني في عام 2006 بالتعاون مع المركز الدولي للقانون غير الربحي (ICNL) للرد على الجهود التي يبذلها عدد متزايد من الحكومات لتضييق مساحة المجتمع المدني، ولا سيما بالنسبة لجماعات دعم الديمقراطية وحقوق الإنسان، وذلك من خلال «قوانين جديدة للمنظمات غير الحكومية» والقيود المفروضة على التمويل الدولي.

## اللجنة التوجيهية
- ماريكلير أكوستا، المكسيك
- أنتوين برنارد، فرنسا
- إيغور بلازيفيتش، البوسنة
- فرانشيسكا بومبوكو، جمهورية الكونغو الديمقراطية (DRC)
- لادن بوروماند، إيران
- كيم كامبل (رئيسًا)، كندا
- كافي شونغكيتارفون، تايلاند
- مايكل دانبي، أستراليا
- ميليندا كينتوس دي خيسوس، الفلبين
- أليس ديركواسكا، بولندا
- هانا فورستر، غامبيا
- هان دونغ فانغ (نائب الرئيس)، الصين
- استير دايسون، الولايات المتحدة الأمريكية
- ديفيد فرنش، المملكة المتحدة
- كارل جريشمان (بحكم منصبه)، الولايات المتحدة
- آنا غوميز، البرتغال
- بول جراهام، جنوب إفريقيا
- بامبانج هاريمورتي، إندونيسيا
- هشام قاسم، مصر
- أسماء خضر، الأردن
- ماينا كيياي، كينيا
- ريجنالد ماتشابا-هوف، زيمبابوي
- جورج ماثيو، الهند
- إينا بيدلوسكا، أوكرانيا
- جاكولين بيتانجوي، البرازيل
- كارلوس بونسي، فنزويلا
- فلاديمير ريجكوف، روسيا
- هانز تيبينهاور، هايتي
- رويل فون مايجينفيلد، هولندا
- يفغيني زوفتيس، كازاخستان

السير الذاتية